# Gedächtniskapelle (Obersteinbach ob Gmünd)

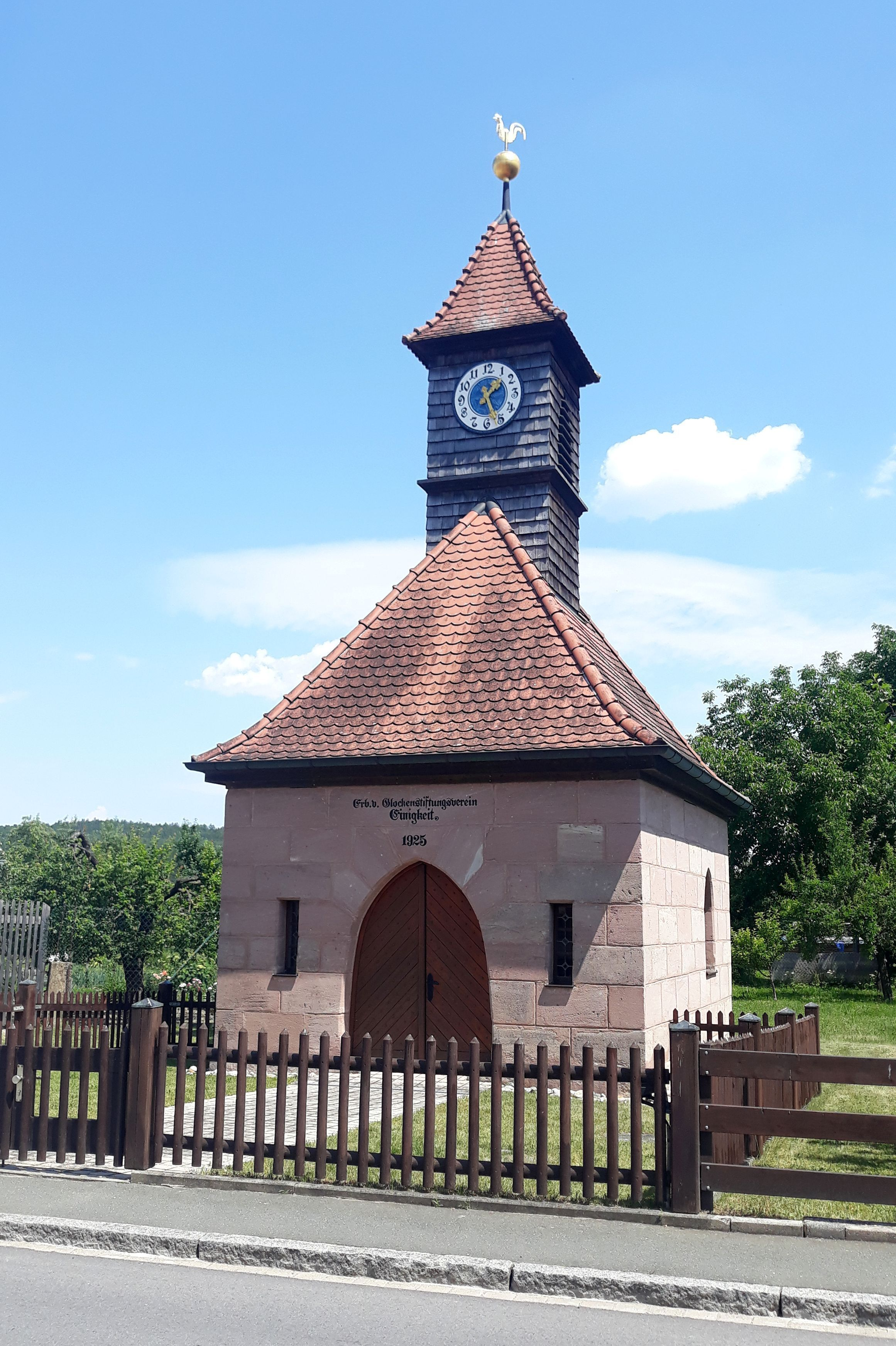
Gedächtniskapelle

Die Gedächtniskapelle ist eine Kapelle in Obersteinbach ob Gmünd. Sie gehört zur evangelisch-lutherischen Kirchengemeinde St. Jakobus (Dürrenmungenau) im Dekanat Windsbach.
Nachdem die katholischen Bewohner sich geweigert hatten, die evangelischen Toten auszuläuten, wurde am 17. Februar 1925 ein Glockenstiftungsverein gegründet, dem alle Bewohner evangelisch-lutherischer Konfession angehörten, um ein eigenes Glockentürmchen zu errichten. Im selben Jahr wurde schließlich eine Gedächtniskapelle für die Gefallenen des Ersten Weltkriegs errichtet und am 12. Juli eingeweiht. Architekt war ein Herr Ritter aus Nürnberg. Der Verein trägt bis heute die Kosten für anfallende Reparaturen. Zuletzt wurde die Kapelle im Jahr 2000 umfassend saniert.
Die Gedächtniskapelle ist ein rechteckiger Sandsteinquaderbau mit Walmdach und mittig angebrachtem Dachreiter. Die Süd- und Nordseite misst etwa 7 Meter, die Ost- und Westseite etwa 5 Meter. Die Höhe beträgt 7,50 Meter ohne Türmchen, und mit dem Türmchen etwa 10 Meter. An der Westseite befindet sich das Spitzbogenportal, links und rechts davon zwei kleine Rechteckfenster. An der Süd- und Nordseite gibt es eine Achse mit Spitzbogenfenster. Der Turm mit Zifferblättern an der Süd- und Nordseite und Spitzbogenschalllöchern an der West- und Ostseite schließt mit einem Pyramidendach ab, auf das nachträglich eine Wetterfahne aufgesetzt wurde.
Die Kapelle bietet Sitzplätze für 40 Personen. In der Regel findet einmal im Monat ein Abendgottesdienst statt.